# 不成文規定
不成文規定又稱不明文規定（Unwritten rules）、不言而喻的规则（Unspoken rules）、行業內規、潛規則、慣例、暗規，是指某些行業及人群中，被组织或社会中施加的行为约束导致的約定俗成，而被行為各方廣泛行使且普遍遵守的隱含規則，这些约束没有被正式规范的表达出来或写下来。甚至在某些特定時空能具體地代替檯面上的正式規則，在中国历史上，往往是社會規範而非种种明文规定，在支配着现实生活运行。
不成文規定在不同时间、不同领域往往有不同称呼，如在明清官场被称为“官场陋规”，在现在一些行业被称为“行规”、“规矩”。
主要指比如给官员送红包，或者在一些国家少数民族、女性职员遇到玻璃天花板，不容易被提升到重要岗位。亦有一些規則是因為沒有道理而且瑣碎而成為不明文規定。

## 潛規則
中国作家吴思在其2001年出版的《潜规则：中国历史中的真实游戏》一书中提出：

“潜规则”是我杜撰的词。我还想到过一些别的词，例如灰色规则、内部章程、非正式制度等等，但总觉得不如“潜规则”贴切。

吴思在2003年出版的《血酬定律：中国历史中的生存游戏》，更深入定義 “潜规则”一词。自此「潛規則」一詞誕生，並逐漸被廣泛運用。但慣例此種概念是自古已有。

## 被潛規則
2006年中国女演员张钰向媒体透露：“很多女演员被迫和导演、制片人等陪睡，以得到演出机会，这已经是演艺圈的潜规则”，此案例類似於“職場心理霸凌” 較不受法律及輿論重視。随着媒体大量報導和討論“张钰事件”，“潜规则”一词迅速普及，并进而衍生为动词，比如“某某曾被某人潜规则”此種报道层出不穷。

## 相关词汇
- 不成文憲法、習慣法
- 君子協定
- 元规则
- 期數列外
- 紅色條規（Code Red，詳見）
- 業界標準